# Dieter Lindner
Dieter Lindner (n. 18 ianuarie 1937, Nebra, Zona de ocupație sovietică, Germania – d. 13 mai 2021, Freyburg, Saxonia-Anhalt, Germania) a fost un atlet ce a reprezentat Germania, medaliat olimpic. A participat la 3 ediții ale Jocurilor Olimpice (1956, 1960, 1964) în care a câștigat o medalie de argint în proba de 20 km marș. În anul 1966 a cucerit titlul european.

## Palmares
| An   | Competiție           | Locație              | Loc | Note    |
| ---- | -------------------- | -------------------- | --- | ------- |
| 1956 | Jocurile Olimpice    | Melbourne, Australia | –   | DS      |
| 1958 | Campionatul European | Stockholm, Suedia    | –   | DS      |
| 1960 | Jocurile Olimpice    | Roma, Italia         | 4   | 1:35:34 |
| 1962 | Campionatul European | Belgrad, Iugoslavia  | 6   | 1:38:35 |
| 1964 | Jocurile Olimpice    | Tokio, Japonia       | 2   | 1:31:14 |
| 1966 | Campionatul European | Budapesta, Ungaria   | 1   | 1:29:25 |